# Thelymitra antennifera
Thelymitra antennifera är en orkidéart som först beskrevs av John Lindley, och fick sitt nu gällande namn av Joseph Dalton Hooker. Thelymitra antennifera ingår i släktet Thelymitra och familjen orkidéer. Inga underarter finns listade i Catalogue of Life.

## Bildgalleri

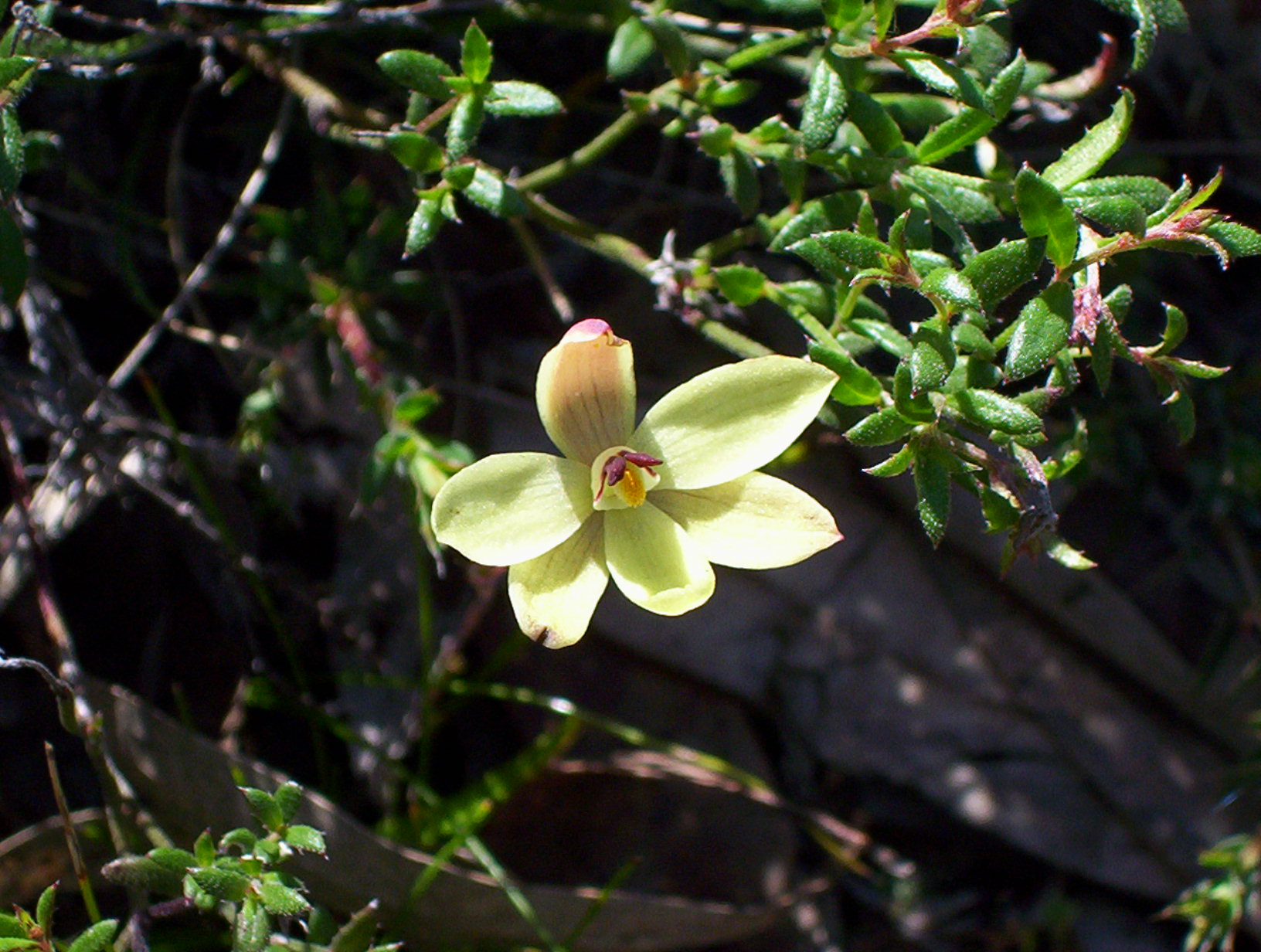
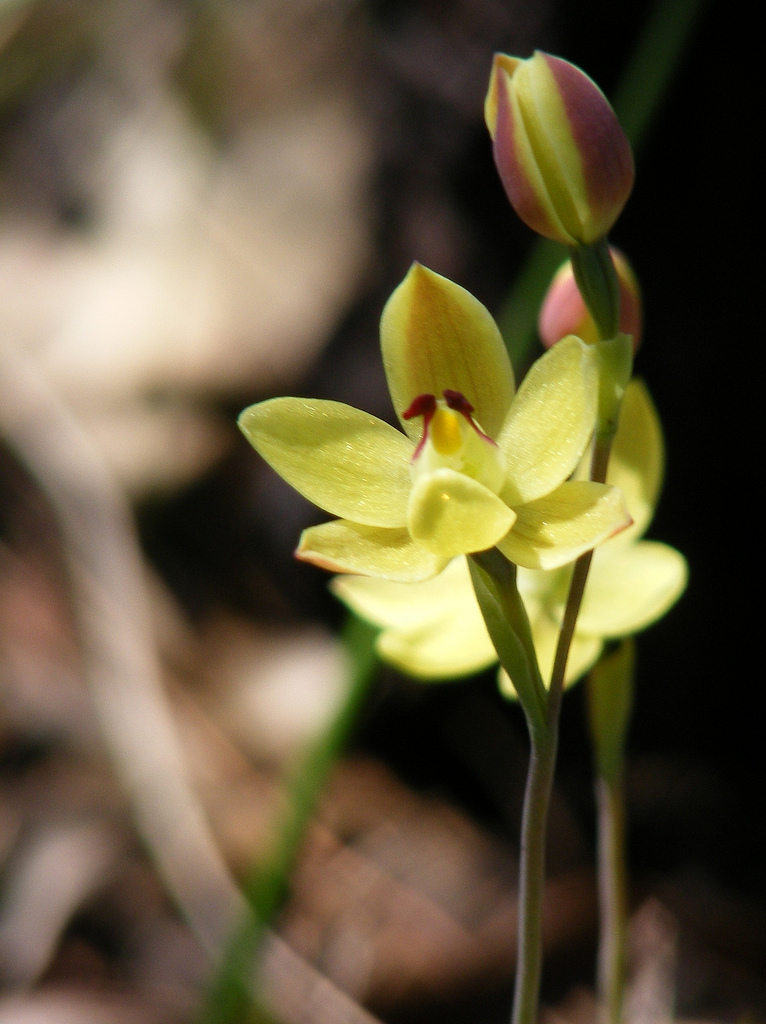